# Cramignon

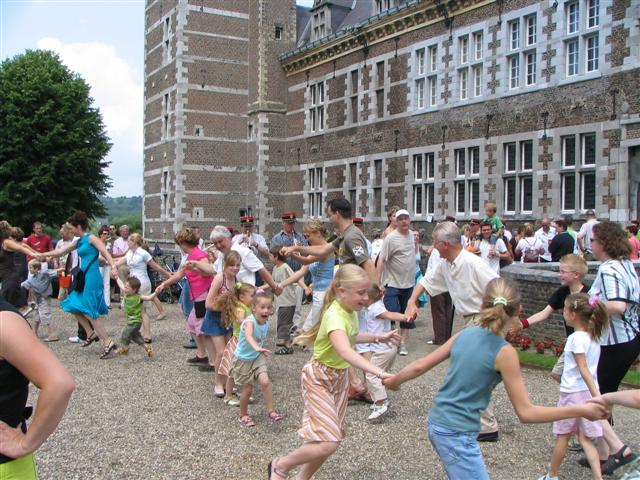
Cramignon door jong en oud in Eijsden.

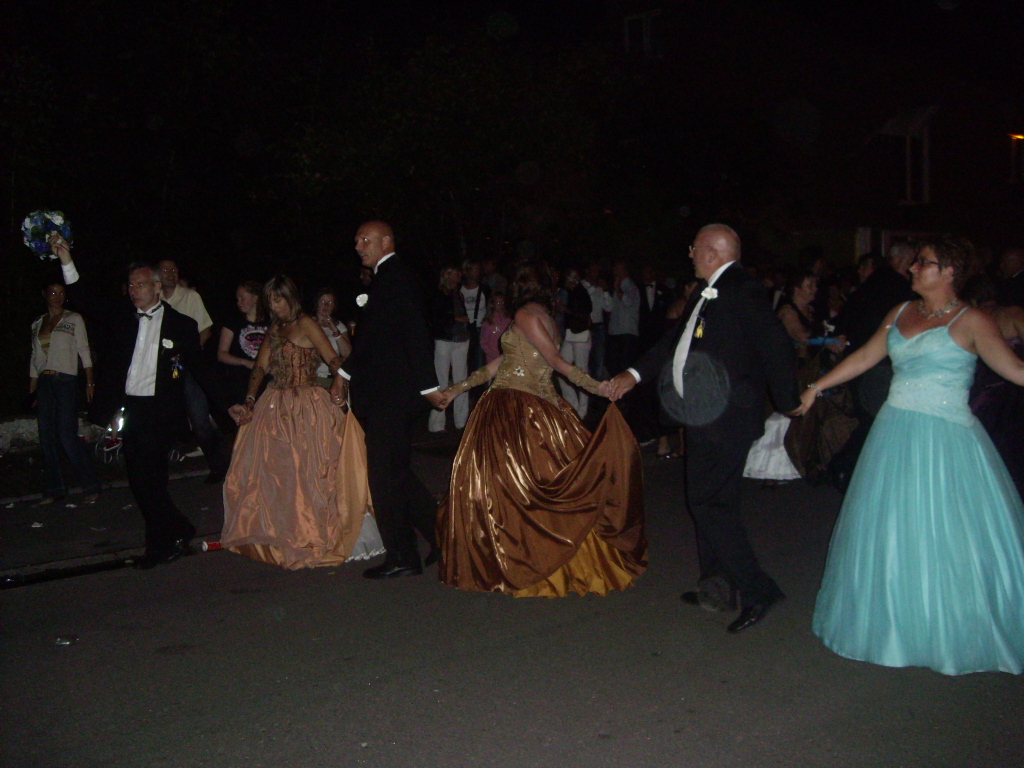
De kapitein van de Blauwen gaat met een boeket voorop in de Cramignon in Hermalle.

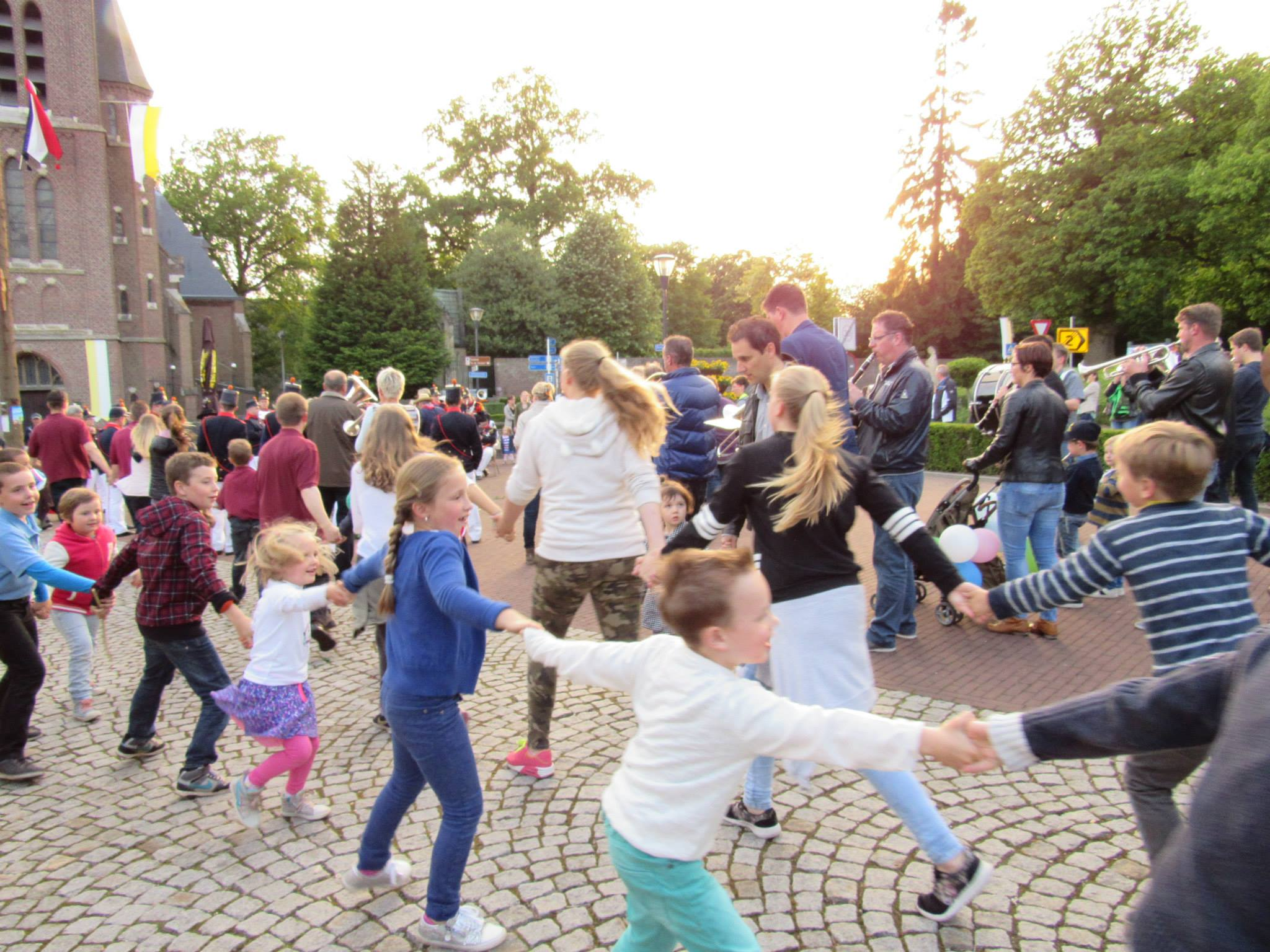
Cramignon tijdens het Päölke Howwe op kermisdinsdag in Mheer.

De Cramignon is een traditionele dans die is ontstaan in de Belgische regio Luik. De Cramignon wordt gedanst in de plaatsen ten noorden van Luik, in de valleien van de Maas (Basse-Meuse), Jeker en Bolland. In Nederland bestaat de traditie van de Cramignon nog in het uiterste zuiden van Zuid-Limburg, in de dorpen in de gemeente Eijsden-Margraten, alle aan of dicht bij de Belgische grens gelegen. Ook in het zuiden van de Belgische provincie Limburg was deze dans gekend, in onder andere de dorpen Eigenbilzen (Bilzen) en Sluizen (Tongeren). 
In 2014 ontstond aan Waalse zijde het idee om de Cramignon voor te dragen als immaterieel cultureel erfgoed, waarna in 2019 de officiële aanvraag volgde voor de Inventaris Immaterieel Cultureel Erfgoed Nederland en de lijst in Wallonië-Brussel in België, dat gevierd werd tijdens de 'Dag van de Cramignon' op 18 mei 2019 in Eijsden. Op 11 december 2020 werd de aanvraag in Nederland goedgekeurd.

## De Cramignon of Rei
De Cramignon is een reidans waarbij jongens en meisjes, zoveel mogelijk om en om, elkaar bij de hand vasthouden en al huppelend en zigzaggend op de vrolijke klanken van de cramignonmuziek door de straten trekken. Als een slingerend zigzaggende mensenketting kronkelt de Cramignon zich door het dorp. In het Oost-Limburgs wordt eerder van een "rei" of "rijaloet" dan van een "Cramignon" gesproken. Met de Cramignon of rei wordt zowel de muziek en het lied als de dans aangeduid. Altijd op het tempo van de 2/4 en 6/8 maatsoort. Sommige Waalse en Limburgse melodieën lijken zo op elkaar dat ze zonder twijfel terug gaan op dezelfde bron. Je hoort onmiddellijk de historische band tussen bijvoorbeeld La Daye, die in Haccourt, Hermalle, Eben en Emael gespeeld wordt, en de rei die de inwoners van Mheer kennen als Sjtukske Sjeenk en de Eijsdense buurtschappen Hoog-Caestert en Laag-Caestert kennen als D'n Os.
Zowel in de Waalse als de Limburgse dorpen gaat de kapitein van de jonkheid (li capitinn' of li mineû) voorop in de rei, met in één hand een bos bloemen, vroeger een stok (bordon), en met de andere hand trekt hij met zijn rei-meisje (li filyète) de zigzaggende mensenketting achter zich aan. Eijsden, dat vijf verschillende buurtschappen kent (Breust, Eijsden-centrum, Station, Hoog-Caestert en Laag-Caestert), Mesch en Oost-Maarland vormen een uitzondering: daar gaat de rei-meid voorop. In de Waalse dorpen is de laatste van de slinger li cowe; "de staart": een rol voor de luitenant van de jonkheid, zwaaiend met de bloemen in zijn rechterhand.
In Wallonië gaan de jongens gekleed in galakostuum en meisjes in prachtige, kleurrijke jurken. Vol trots presenteren de jonge paren zich aan het dorp, waarna de Cramignon begint en men uit volle borst de liedjes meezingt. Bij de Waalse Cramignons speelt het lied een prominentere rol dan aan de Nederlandse kant van de Maas. Daar wordt maar op een paar Cramignons gezongen en bestaat de tekst uit betekenisloze frasen die als een luchtigheid opgevat moeten worden.
Aan de Nederlandse kant vormen de melodieën van de Cramignon maar een klein repertoire. Alles bij elkaar zo'n twintig melodieën, waarvan per dorp slechts een stuk of vijf gespeeld worden. Echte partijen bestaan er niet; de Cramignons worden op het gehoor gespeeld en de nieuwe muzikanten leren al spelende van de oudere leden van de harmonie. De muziek is steeds van de ene op de andere generatie op het gehoor doorgegeven. Immaterieel erfgoed pur sang dus. Ze hebben geen echte namen, slechts enkele reien worden met een titel aangekondigd, zoals Sjtukske Sjeenk of Jeanitteke. Ook zijn ze stuk voor stuk anoniem. In Wallonië gaan de liedjes meestal niet meer over de liefde zoals oorspronkelijk het geval was (Les Coqs), maar zijn vaker satirisch van aard, gericht op de Cramignon van de andere kleur (Vîve lès Rodjes, La Paskèye) of vinden hun oorsprong in de Waalse folklore (C'èst des Canailles, Fré Hinri of Lès Poyètes).
De Cramignon wordt gedanst in de Belgische plaatsen Moelingen, Wezet, Hermalle, Dalhem, Haccourt, Heure-le-Romain, Glaaien, Houtain, Slins, Hallembaye, Nivelle, Ternaaien, Haccourt, Cheratte, Rukkelingen-aan-de-Jeker, Bitsingen, Boirs, Wonck, Eben-Emael, Saint-Remy, Saive en in het Jekerdal. Ook bestaat er een Cramignon in Xhoris, in het zuiden van diezelfde provincie. Ook wordt de Cramignon gedanst in Nederland en wel in de plaatsen Eijsden, Banholt, Mheer, Mesch, Noorbeek, Sint Geertruid en Oost-Maarland.

## Oorsprong

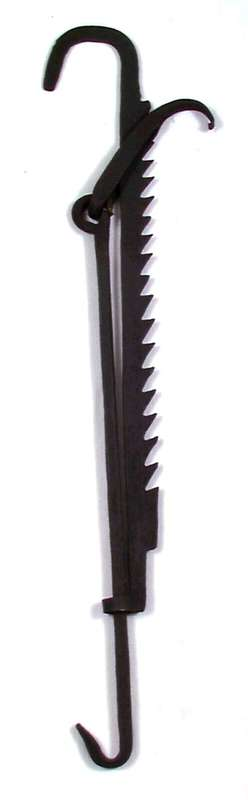
Een haal.

Het woord "Cramignon" komt al voor in 16e-eeuwse Luikse geschriften. In het Oudfrans is cramillon het woord voor haal: een voorwerp dat in de schouw hing en waarmee de ketel hoger en lager boven het haardvuur gehangen kon worden. Die had de vorm van een zaag met grote tanden waarin gemakkelijk de zigzaggende beweging van de dans is te herkennen. Pas veel later wordt ook het begeleidende lied 'Cramignon' genoemd. Dit gebeurt in Luik in de tweede helft van de 19e eeuw wanneer sociëteiten wedstrijden voor cramignonliedjes uitschrijven.

## Roden en Blauwen
Vanaf de 19e eeuw ontwikkelt de Cramignon zich aan beide oevers van de Maas in twee verschillende stromen. De liberalen willen meer invloed van de overheid op de samenleving en het onderwijs ten koste van het gezag van de katholieke geestelijkheid en er ontstaat een botsing, die zich vooral manifesteerde met de schoolstrijd (1879-1884). In het kielzog van deze tweestrijd ontstond een felle competitie tussen de kampen van de Roden en de Blauwen, die in Wallonië nog steeds de hoofdrol speelt. De Roden (kleur van het Heilig Hart), de partij van de traditionele katholieken en 'dikke' boeren, verzetten zich tegen de nieuwe liberale ideeën van de Blauwen (kleur van de Maagd Maria). In de processie droegen de Blauwen wel het beeld van de Heilige Maagd, want het bleven natuurlijk katholieken.
Tegenwoordig weten leden van de verschillende verenigingen vaak niet meer de oorsprong van hun feest en de betekenis van de kleuren. Men is rood of blauw volgens familietraditie of door vriendschap, en niet op basis van politieke overtuiging.

## De pastoor
Alhoewel de elitair getinte Luikse sociëteiten hebben gepoogd de Cramignon te doen herleven door het volkskundig karakter te benadrukken, geraakt hij eind 19e eeuw en begin 20e eeuw bij de jeugd steeds minder in zwang. De jongeren dansen liever op de moderne wals en galop. Rond 1900 zijn het de pastoors op het platteland die de Cramignon een stimulans geven om zodoende de ‘verdorven’ intiemere dansen te ontmoedigen. Daardoor overleefde de Cramignon in de behoudende dorpen en verdween hij in de vooruitstrevender steden Luik en Maastricht. De bemoeienis van de pastoor is nog te herkennen in de traditie in Eijsden: daar leidt hij zelfs even de rei, alvorens het boeket terug aan de rei-meid te geven.

## Reien met de bronk en de kermis
Terwijl in Wallonië de Cramignon wordt gedanst tijdens de kermis van de patroonheilige van de parochie – meestal op zondag en/of op maandag en dinsdag – komt de rei in de Zuid-Limburgse dorpen tot leven met de bronk, bij de feestelijkheden rondom de Sacramentsprocessie die in de regel drie dagen duren. Met ‘bronk’ wordt zowel de processie aangeduid als het driedaagse feest dat daarop volgt. Als de bronk uittrekt, dan trekt de processie door het dorp en als er gebronkt wordt, gaat het om de traditionele festiviteiten die zich op de maandag en dinsdag afspelen. Bijna altijd wordt er gereid op de laatste bronkdag.

## Cramignons

### Aoh sjôn nitteke
Aoh sjôn nitteke wordt gespeeld door de Koninklijke Oude Harmonie van Eijsden in de buurtschappen en dorpen: Mesch (alleen in de even jaren), Maarland, Breust en Eijsden-Centrum. Onderstaand is tekst in het Eijsdens dialect:
Aoh sjôn nitteke
Aoh sjôn kingd
Kom mer ien m'n sträötsje
De bis m'n kameräödsje
Kom mer ien m'n sträötsje
Dan haw ich dig 'ns leef
Aoh sjôn nitteke
Aoh sjôn kingd
Kom mer ien m'n sträötsje
De bis m'n kameräödsje
Kom mer ien m'n sträötsje
De bis m'nne kameraod

### D'n Os
D'n Os wordt gespeeld door, onder andere, de Koninklijke Harmonie Sainte Cécile van Eijsden in de buurschappen en dorpen: Mesch (alleen in de oneven jaren), Oost, Station, Hoog-Caestert en Laag-Caestert. In Mheer is de tekst van de eerste en derde regel "E sjtukske sjeenk mit mosterd op". Onderstaand is de tekst in het Eijsdens dialect:
Prowme vlaoj mit sokker op
Hebbe v'r allemaol toch zoe geare
Prowme vlaoj mit sokker op
Hebbe v'r allemaol toch zoe gear
(2x)
Haw v'r d'n os mer neet verkoch
Dan haw v'r, dan haw v'r, dan haw v'r 'm nog
Haw v'r d'n os mer neet verkoch
Dan haw v'r, dan haw v'r, dan haw v'r 'm nog
(2x)

### La daille (Li daye)[6]
De teksten roepen een bittere mislukking op voor de Roden van Haccourt.
Deze melodie is een aanvalsmelodie, zoals Li Pèteye, die vervolgens in verschillende tempo's kan worden gespeeld om de andere harmonie te destabiliseren. Het wordt het vaakst gespeeld door de groep met het grootste aantal koppels. Dit weerhoudt de andere groep er niet van om het ook te zingen, onder het voorwendsel dat hun cramignon mooier is. Het woord "daye" heeft bovendien recentelijk een andere betekenis gekregen en definieert vandaag de ontmoeting van cramignons tussen de uitdagende harmonieën. De tekst is geschreven in het Waals:
Kéne (of Qéle) daye, kéne daye, po lès Rodjes (Bleûs), èt po lès Rodjes (Bleûs)
Kéne (of Qéle) daye, kéne daye, po lès Rodjes (Bleûs), - c'èst dès chinailles

In Hermalle hebben de Blauwen op dezelfde melodie teksten gecomponeerd. Aan het einde van de 19e eeuw waren bijnamen erg populair en we vinden ze terug in deze compositie:
Mårticot, Fåabite èt Roytè
C'èst l'Måarticot, c'èst l'Mårticot
Mårticot, Fåbite èt Roytè,
C'èst l'Mårticot li pu bê dès dès oûhès
'Mårticot' (van mårticot, "aap", duidt de familie Charlier aan, een familie waarvan de leden echte acrobaten waren. De 'fåbite', (van fåbite, "grasmus", fåvete is een populaire vervorming, dichter bij de Franse taal), bijgenaamd De 'roytès' (de rôy'tê, "winterkoninkje") waren de familie Dessart, alle drie families die bij de kant van de Roden hoorden in Haccourt en tevens doelwitten van Blauwe hun ironie.
Een beetje plagerig schreven de Blauwe of Haccourt de volgende woorden:
Roup tata, Marie-José Lafleûr,
Dizo tes cotes,
T'as mètou des cliquotes!
Roup tata, Marie-José Lafleûr,
Dizo tes cotes,
T'as mètou on få cou.
Caroline, Caroline
Mets tes p'tits souliers vernis
Ta robe blanche du dimanche
Et ton beau chapeau fleuri.

### C'èst dès canayes, fré Hinri[6]
| 1.  | Hinri, vos n' mi v'nez pu vèye. Dj'a tant des chôses à v' conter. Mi qu' na pus qu' vos chal èl vèye, A qui dj' pôye mi consoler. | 2.  | Mes wèzins, djèl pou bin dîre I n' mi vèyèt nin voltî. S'i savît di m' fé plêzir Is-inm 'rit mî dè mori.                         |
| 3.  | Dj'a todi inmé l'oneûr, Èt dj' ses çou qu' c'èst dè viker. Bin, Hinri, vos m' polez creûre I m' vont k'djåser tot costés.         | 4.  | Ni d'hèt-i nin bin asteûre Qui dji m' rimplih di pèkèt, Mi quî n' beut qu' sèt ' ût mèzeûres Par djoû, ci n'èst nin grand-tchès. |
| 5   | L'ôte djoû, dj'aveû bu dès gotes On pô pus' qu'à l'ordinêre, Dji touma l' djève èl corote Tos lès-èfants k' mincît-st-a brêre.    | 6.  | D'ôyî brêre, v'là les wèzènes Qu'acorèt po v' ni vèyî, Èt qui v'net rîre a m'narène, Et danser tot-åtoû d' mi                    |
| 7.  | Èl plèce di m' prinde po lès brès' Èt loukî di m' ridrèssî, I n' vinèt k'sètchî po l' tièsse Èt m' dåborer tot d' broûlî.         | 8.  | Anfin, dj' rinteûre èl mohone Après-aveûr bin sofri. Ine eûre après, v'là qu'on sone. C'èsteût co in ôte displit.                |
| 9.  | Dji lèya soner ine eûre. Après, dj' vas droviér l' pwète Mins qui veû-dj? On tchèt tot neûr Pindou po l' cowe à l' sonète.        | 10. | Si v's avîz vèyou l' pôve bièsse, Com'i fév po s'dilahî I sètchîve di totes sès fwèces, Tot fant dès grimaces sor mi.            |
| 11. | I voléve potchî al tère. I sètchîve come on pièrdou Tot d'on côp i sètche si fwêrt Qui s' råye li cowe foû dè cou.                | 12. | On djoû m 'tchin èsteût-st-èl rowe. Ni v'là-t-i nin qu' lî loyèt O boket d' tchèna al cowe, Èt puis v' la qu' corêt-st-après.    |
| 13. | Dji r' plake co îr à m' finièsse On bê blanc cwårê d' papî Onk èl disfonce avou s' tièsse Tot d'mandant: Quéle eûre è-st-i?       | 14. | Vo-m-la-st-oblidjî co 'ne feye Dè faleûr candjî d'qwårti; Mins là, ci n'èst pus parèye Dj'î so come è paradis.                   |
| 15. | Mi feume èsteût tél'min måle Di faleû candjî d' qwårtî. Dji touma s-t-à Eben-Emål Dj'î so come è paradis !                        |     | |

In vet gedrukte letters zijn de verzen die het meest worden gezongen.

## Cramignon in de kunst
In verschillende plaatsen staan beeltenissen van de Cramignon.
- Beeld 'Les Principautaires' waar het volk danst voor de prins-bisschoppen aan het Sint-Bartholomeüsplein in Luik, door Mady Andrien in 1992.
- Beeldengroep 'De Cramignon' op de Vroenhof in Eijsden, door Vera H.J. de Haas in 2003.
- Beeld van voetafdrukken van de Cramignon in Mheer, door Loe Wouters in 2011.
- Beeld van de Cramignon van de Roden en Blauwen in Hermalle, door Henri Caps in 2017.

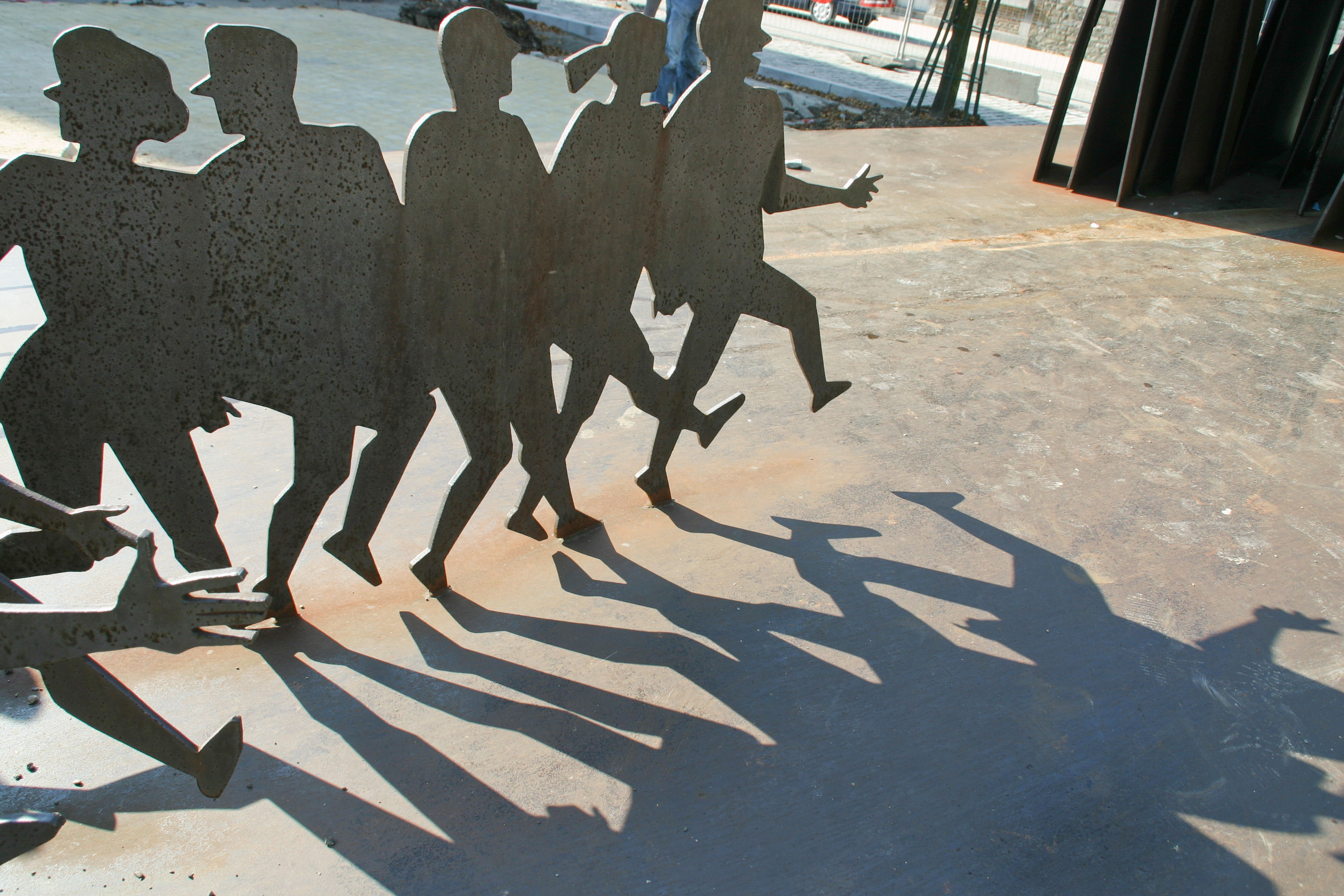
Beeld van de Cramignon in Luik
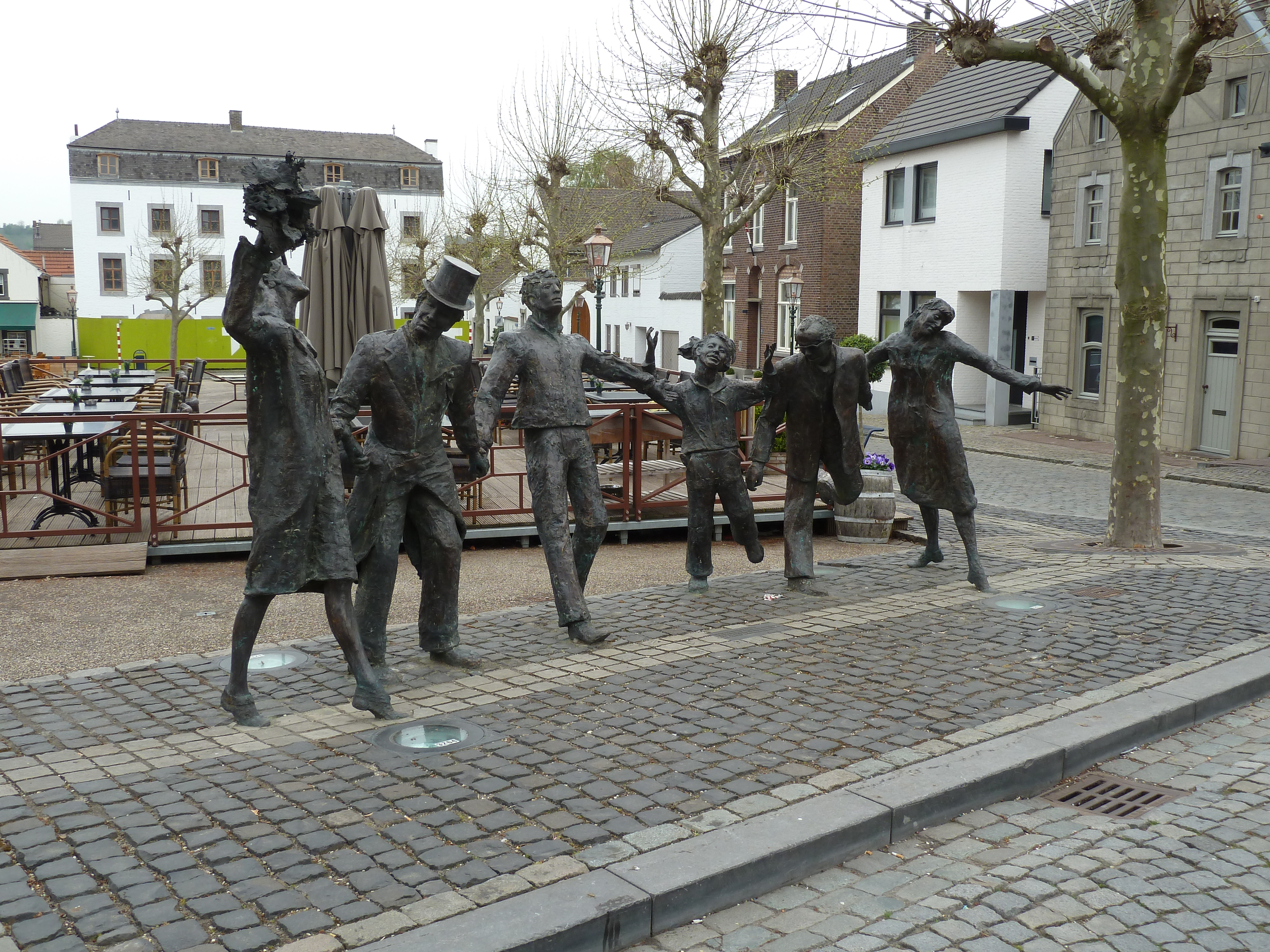
'De Cramignon' op de Vroenhof in Eijsden
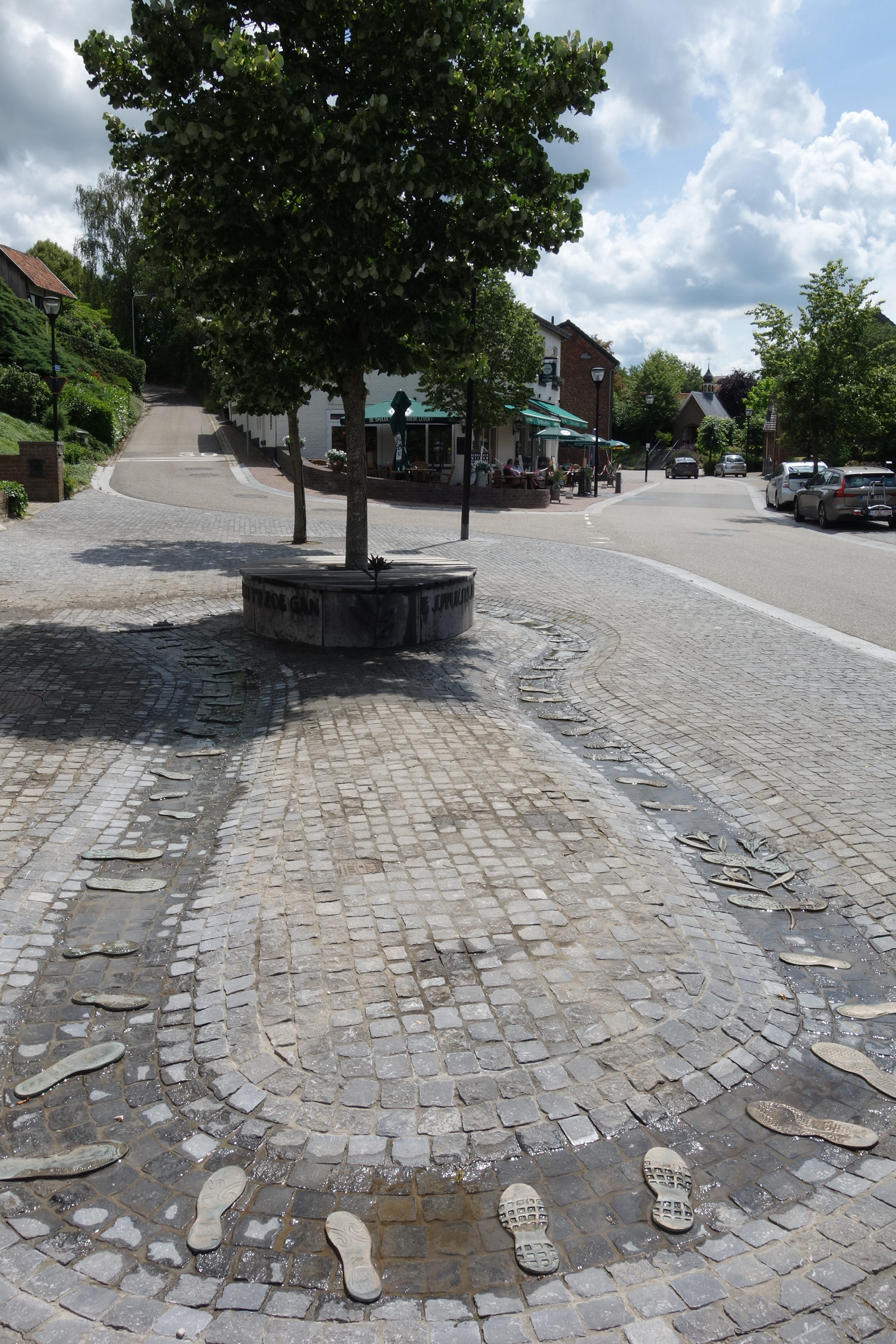
Voetstappen van de Cramignon in Mheer
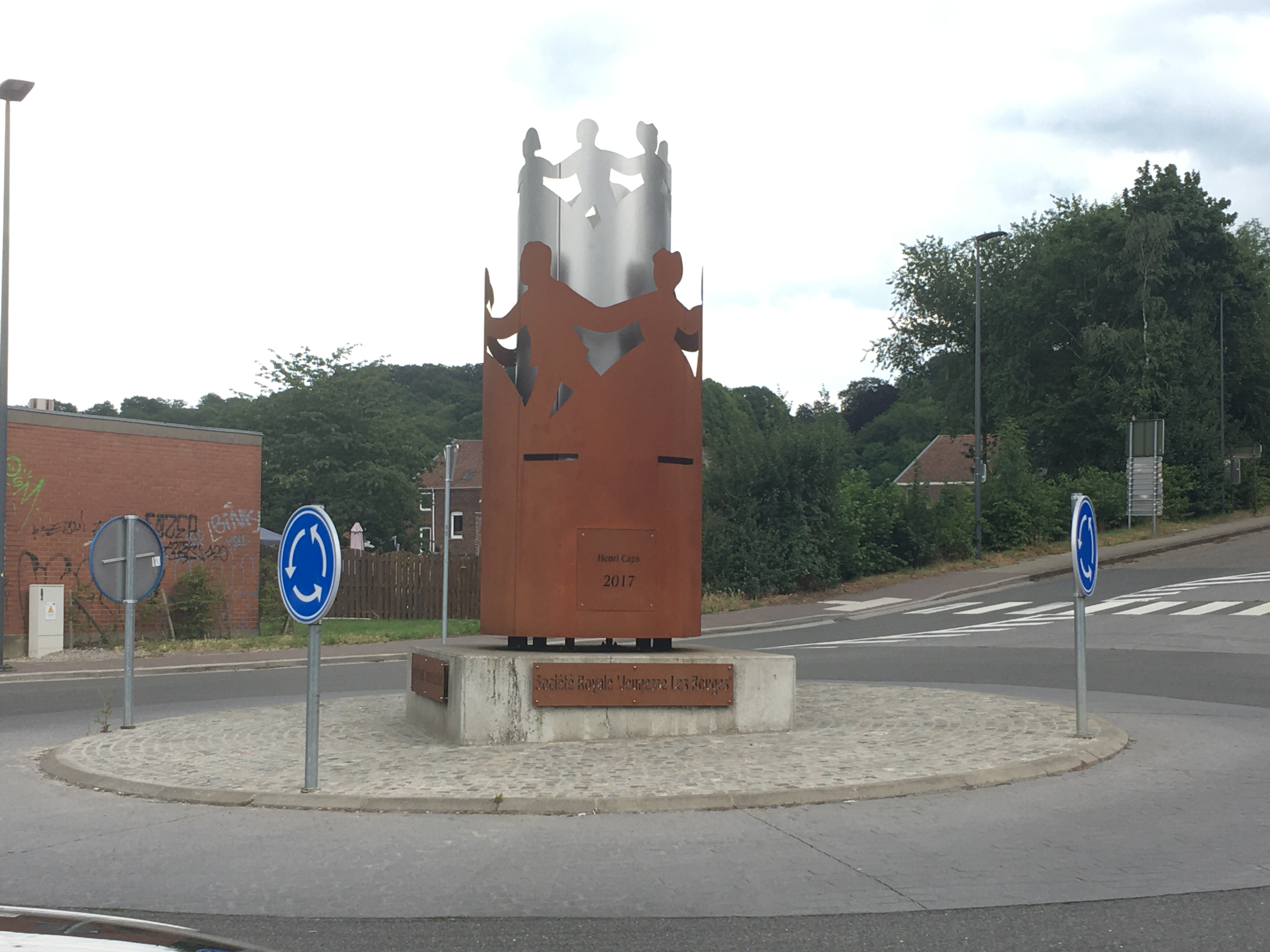
Beeld van de Cramignon in Hermalle

## Trivia

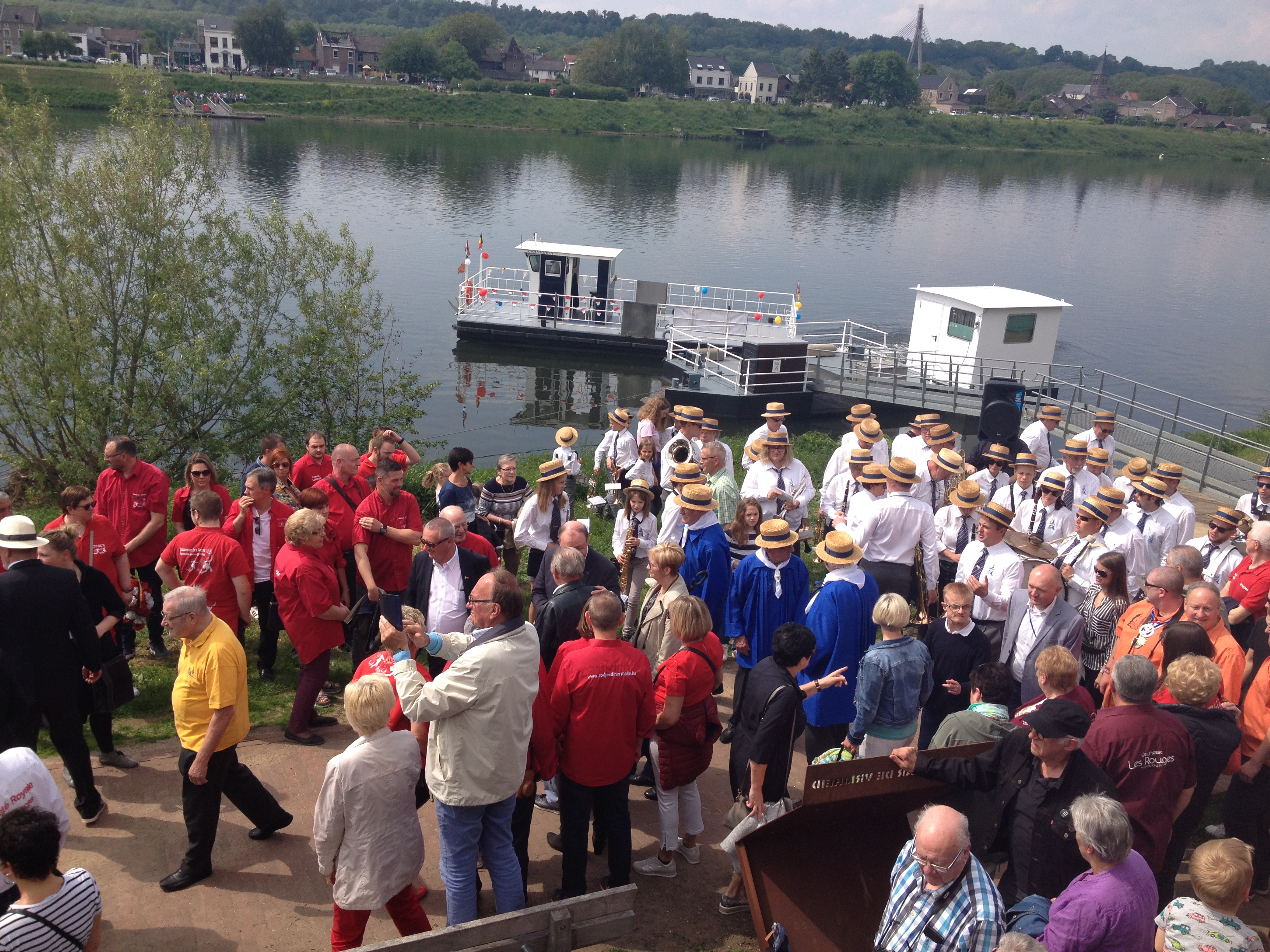
Veerpont De Cramignon tijdens de Dag van de Cramignon in mei 2019.

- In Eijsden zijn zowel een straat, een basisschool als een veerpont vernoemd naar de Cramignon. Het voet- en fietsveer verbindt in de maanden april tot en met oktober Eijsden in Nederlands Limburg met Lanaye (Ternaaien) in Wallonië, België en verbindt daardoor tevens de twee regio's waar de Cramignon gedanst wordt.[7] Het veer werd in de vaart genomen in 2004.[8]
- In 2020 stonden Niels en Kay uit Oost-Maarland in de finale van het Limburgs Vastelaovesleedjes Konkoer met hun lied "De Vastelaoves-Cramignon", geschreven door Eric Reck en Charel Jeuken.[9]